# Берги (остзейское дворянство)
фон Берг, реже Берх (von Berg) — ряд фамилий остзейского дворянства, среди которых в Лифляндии наиболее выдвинулись два рода, Berg von Nurmis и Berg von Schaden und Bergshoff. Принадлежали к евангелическо-лютеранскому исповеданию.

## Берг фон Шаден
Наиболее примечателен из их числа род Берг фон Шаден и Бергсхоф, который появляется в Прибалтике на рубеже XV и XVI веков. Эти Берги неосновательно приписывали себе родство с владетельными графами Берга (в Вестфалии).
Рыцарь Отто фон Берг в начале XVI века владел поместьем Бергсхоф в эстляндском Вике. В XVII-XVIII вв. его потомкам принадлежали поместья Каттентак, Луйст, Штейнгузен и Палль в Эстляндии, а также Герингсхоф в Лифляндии.
В XVIII веке эстляндская линия прекратилась, и родовое имение Палль перешло по женской линии в род Пиллар фон Пильхау.

### Старшая ветвь
Из старшей ветви этого рода Якоб Фридрих Берг служил в середине XVIII века в русской армии кирасирским поручиком.
- - Его внук Рейнгольд Якоб Берг, управляющий государственными имуществами в Эстляндской губернии, статский советник (1854).
    - Вольдемар Куно Берг (1842—1905), сын предыдущего, вице-адмирал (1902), кавалер ордена св. Анны 2-й степени, командовал корветом «Боярин», крейсерами «Казарский», «Азия» и «Генерал Адмирал», броненосцем «Полтава» и др.
      - Его сыновья Герман Рейнгольд Вольдемар (Берг, Владимир Владимирович) и Александр Николай Константин (Берг, Александр Владимирович) служили на флоте, капитаны 1-го ранга.

### Младшая ветвь
Густав фон Берг (1657—1710), капитан шведской службы (1710), маннрихтер, владелец имений Экк и Каттентак; женат на Агнессе Вильгельмине фон Пален, наследнице имения Зенкуль.

Продолжателем младшей линии был их сын Готтард Вильгельм (1682—1756), капитан шведской службы, лифляндский ландмаршал (1727) и ландрат (1730-44), владелец имений Шаденгоф, Герингсгоф, Зенкуль и Эрлаа; женат с 1711 на Еве Елене фон Гельмерсен (1695—1756), наследнице имения Морицберг, которая принесла мужу 9 сыновей и 8 дочерей, наиболее видные из коих следующие. 

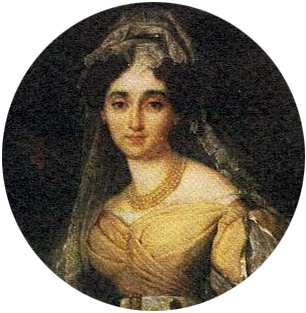
Графиня Леопольдина Берг, статс-дама

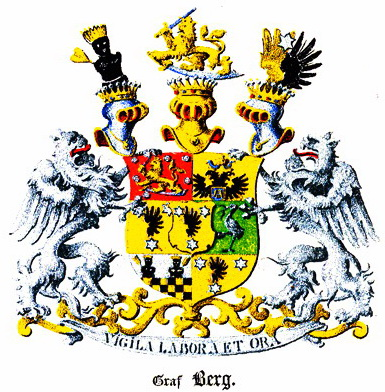
герб графов Ремберт фон Берг

- Готтард Эрнест (1714-66), майор русской службы, владелец имений Кортенгоф и Бухсгольсгоф; женат с 1756 на Елене Юлиане фон Функен (1723-85), наследнице имения Лёзер
  - Густав Вильгельм (1758—1800), лифляндский губернский прокурор; женат с 1785 на своей кузине Элеоноре Елене фон Берг (1768—1824)
  - Фридрих Георг (1763—1811), статский советник, владелец замка Загниц; женат на Гертруде Вильгельмине фон Эрмес
    - Фридрих Вильгельм Ремберт (1794—1874), один из последних фельдмаршалов Российской империи, наместник царства Польского, владелец замка Загниц; в 1849 г. пожалован графом в Австрии, с 1856 г. и в России; женат с 1839 на грф. Леопольдине Чиконья (1790—1874), вдове графа Анони. Род его внесен, в 1857 году, в матрикул Рыцарского Дома Великого Княжества Финляндского, в число родов графских под № 11
    - Густав Готтард Карл (1796—1861), кавалер ордена св. Иоанна Иерусалимского; женат на грф. Шарлотте Катарине Сиверс; его сыновей усыновил бездетный брат-фельдмаршал с тем, чтобы передать им графский титул
      - Граф Фридрих Георг Магнус (1845—1938), камергер, ботаник, владелец замка Загниц; женат (1875-86) на бар. Марии Катарине Брунн
      - Граф Александр Ремберт Иоахим (1847-98), егермейстер
      - Граф Георг Эрих Ремберт (1849—1920), генерал-майор; женат на кнж. Марии Михайловне Долгоруковой, младшей сестре светлейшей княгини Юрьевской
        - Граф Борис Георгиевич (1884—1953), камер-юнкер, генеалог, член Историко-Родословного общества (США)[1]; женат на Софии Александровне Эрдели (урожд. Санниковой)

      - Эмилия Вильгельмина Анна, в замужестве баронесса Унгерн-Штернберг Родовое имение Загниц в Эстонии

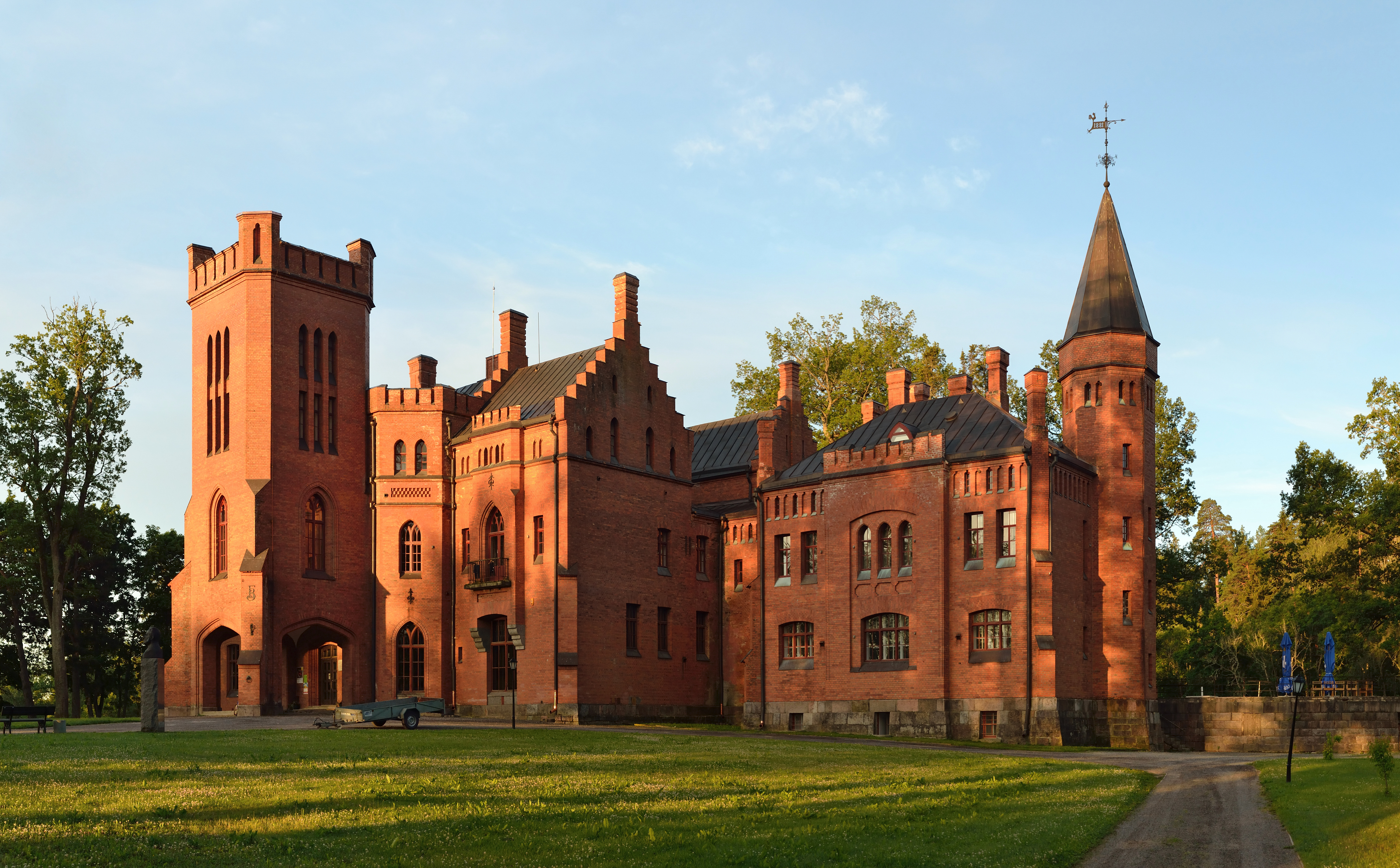
Родовое имение Загниц в Эстонии

    - Магнус Рейнгольд Христофор (1799—1879), владелец имений Загниц и Маленгоф; женат на Елизавете фон Герсдорф (1797—1887)
      - Вильгельмина Елизавета София, жена Эдуарда Карла Бальтазара фон Лилиенфельда
      - Мария Леопольдина Констанция Паулина, жена бар. Пауля Цеймерна

    - Александр (1803-84), камергер, генеральный консул в Неаполе и Лондоне, владелец имения Кортенгоф
- Магнус Иоганн (1720-84), генерал-аншеф, кавалер ордена св. Александра Невского; жена с 1754 г. бар. Элеонора Елизавета Доротея фон Миних (1729-75), наследница имения Альт-Дростенгоф
  - Христиан Вильгельм (1760—1789), полковник; женат с 1785 на Гедвиге Доротее фон Сиверс (1764—1830), наследнице имения Сузенкюлль
  - Бурхард Магнус (1764-91), генерал-лейтенант, комендант Выборга; женат с 1791 на Анне фон Дункер, дочери придворного архитектора
  - Григорий Максимович (1765—1838), генерал от инфантерии, комендант Ревеля, затем ревельский генерал-губернатор; женат с 1792 на вдове брата, Гедвиге Доротее фон Сиверс
  - Элеонора Елена (1768—1824), жена своего кузена Густава Вильгельма фон Берга (см. выше).
- Карл Густав, действительный статский советник, владелец имений Велькенгоф, Аллош, Лудаш и Кастран; 1-я жена с 1756 Юстина фон Мекк (1739-62); 2-я жена с 1766 грф. Доротея Христина Миних (1746—1803), внучка фельдмаршала Миниха
  - Бурхард Эрнест, владелец имений Велькенгоф, Цертен, Зельтинг, Икскульсгоф (510 душ); женат на грф. Елене Гертруде фон Менгден (1773—1847), наследнице замка Зонцель
    - Александр Иоганн Людвиг (1800—1866), генерал-майор, владелец имения Вюрренберг; женат с 1848 на Александре Анне Каролине фон Руктешель (1828-82)

  - Анна Юлиана, в 1-м браке фон Ландсберг, во 2-м браке за генерал-майором М. М. Окуловым (1765—1812) Имение Позендорф

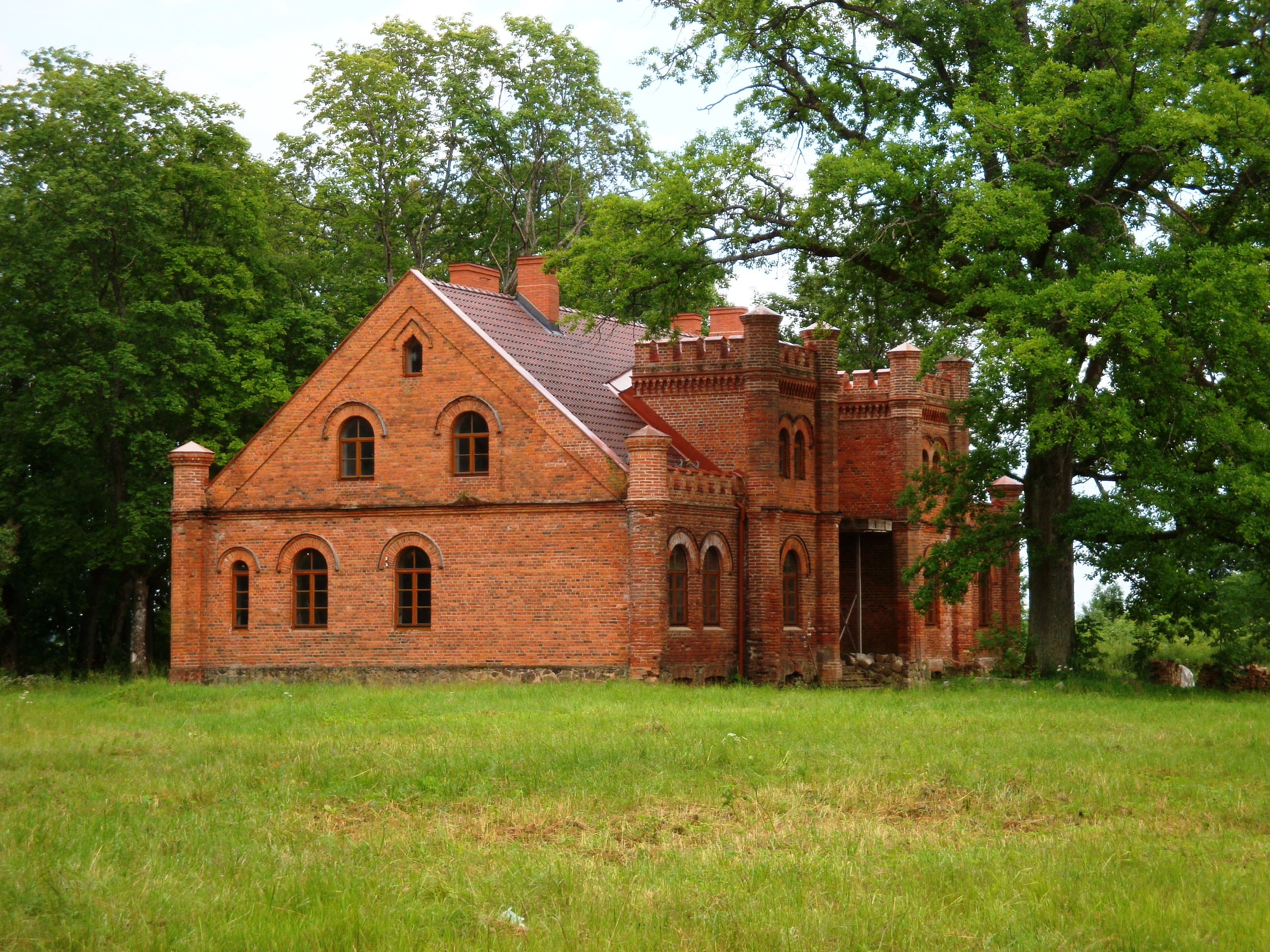
Имение Позендорф

- Фридрих Рейнгольд (1736—1809), тайный советник, председатель гофгерихта, кавалер ордена св. Анны, владелец имения Позендорф; женат с 1764 на бар. Екатерине Доротее фон Кампенгаузен (1747—1806)
  - Христофор Вильгельм (1765—1811), владелец имений Рюссель и Мейерсгоф; женат на своей кузине бар. Амалии Маргарите Вейсман фон Вейсенштейн, наследнице имения Фистеле
  - Бальтазар Дитрих (1766—1839), лифляндский ландрат и обер-директор, владелец имений Шарлоттенталь и Позендорф; женат на Гарлотте Байер фон Вейсфельд, наследнице имения Кеннгоф
  - Фридрих Август (1768—1828), коллежский асессор, владелец имения Рюссель; женат на бар. Екатерине Елизавете Будберг (1772—1852)
  - Эрнест Рейнгольд (1772—1833), капитан русской армии, владелец имений Каттифер и Ней-Салис; женат на Генриетте Гертруде Беренс фон Раутенфельд
  - София Юлиана Екатерина, жена бар. Оттона Христофора Будберга, владельца имения Кегельн